# Stygobromus sheldoni
Stygobromus sheldoni är en kräftdjursart som beskrevs av John R. Holsinger 1974. Stygobromus sheldoni ingår i släktet Stygobromus och familjen Crangonyctidae. Inga underarter finns listade i Catalogue of Life.